# Eduardo Amorim
Eduardo Amorim, właśc. Eduardo Fernandes Amorim (ur. 30 listopada 1950 w Montes Claros) – piłkarz i trener brazylijski, występujący podczas kariery na pozycji prawego pomocnika.

## Kariera klubowa
Eduardo Amorim karierę piłkarską rozpoczął w klubie Cruzeiro EC, gdzie grał w latach 1971–1982. W Cruzeiro 26 września 1971 w zremisowanym 1-1 meczu z São Paulo FC Eduardo Amorim zadebiutował w lidze brazylijskiej. Z Cruzeiro zdobył Copa Libertadores 1976 oraz pięciokrotnie mistrzostwo stanu Minas Gerais – Campeonato Mineiro w 1972, 1973, 1974, 1975 i 1977 roku. Ostatni raz w lidze w barwach Cruzeiro Eduardo Amorim wystąpił 21 marca 1981 w wygranym 2-1 meczu z Ferroviário Fortaleza. W barwach Cruzeiro wystąpił w 546 meczach.
W 1982 roku przeszedł do Corinthians Paulista, w którym grał przez sześć lat. W Corinthians zadebiutował w lidze 27 lutego 1982 w zremisowanym 1-1 meczu z CR Flamengo Z Corinthians dwukrotnie zdobył mistrzostwo stanu São Paulo – Campeonato Paulista w 1982 i 1983 roku. W barwach Corinthians wystąpił w 341 meczach i strzelił 10 bramek. Ostatni raz w lidze Eduardo Amorim wystąpił 19 listopada 1987 w przegranym 0-1 meczu z Grêmio Porto Alegre. Łącznie w latach 1971–1987 wystąpił w lidze brazylijskiej w 301 meczach i strzelił 14 bramek. W 1988 roku krótko występował w EC Santo André, z którego przeszedł do Internacionalu Limeira, w którym zakończył karierę w 1989 roku.

## Kariera reprezentacyjna
Eduardo Amorim ma za sobą powołania do reprezentacji Brazylii. W 1975 roku wystąpił w Copa América 1975. Na turnieju był rezerwowym i nie wystąpił w żadnym meczu. W reprezentacji zadebiutował 12 października 1977 w wygranym 3-0 towarzyskim meczu z AC Milan. Był to jedyny występ w reprezentacji.

## Kariera trenerska
Po zakończeniu kariery piłkarskiej Eduardo Amorim został trenerem. Największe sukcesy świętował Corinthians Paulista, z którym zdobył Copa do Brasil oraz mistrzostwo stanu São Paulo – Campeonato Paulista w 1995. Pracował również w Clube Atlético Mineiro, Portuguesie São Paulo oraz w Grecji.